# Concacaf Gold Cup 2019
Concacaf Gold Cup 2019 var en fotbollsturnering som spelas under 2019. Detta var den 15:e upplagan av Concacaf Gold Cup som är Nord- och Centralamerika samt Karibiens fotbollsmästerskap anordnat av CONCACAF. Turneringen vanns av Mexiko som i finalen besegrade USA med 1–0.
I februari 2018 meddelade CONCACAF att turneringen skulle utöka från tidigare 12 lag till 16 lag.

## Kvalificerade lag
| Nation              | Kvalificerad genom                                      |
| ------------------- | ------------------------------------------------------- |
| Mexiko              | Omgång 5 i kvalspelet till VM 2018                      |
| Costa Rica          | Omgång 5 i kvalspelet till VM 2018                      |
| Panama              | Omgång 5 i kvalspelet till VM 2018                      |
| Honduras            | Omgång 5 i kvalspelet till VM 2018                      |
| USA                 | Omgång 5 i kvalspelet till VM 2018                      |
| Trinidad och Tobago | Omgång 5 i kvalspelet till VM 2018                      |
| Haiti               | Topp 10 i kvalet till Concacaf Nations League 2019/2020 |
| Kanada              | Topp 10 i kvalet till Concacaf Nations League 2019/2020 |
| Martinique          | Topp 10 i kvalet till Concacaf Nations League 2019/2020 |
| Curaçao             | Topp 10 i kvalet till Concacaf Nations League 2019/2020 |
| Bermuda             | Topp 10 i kvalet till Concacaf Nations League 2019/2020 |
| Kuba                | Topp 10 i kvalet till Concacaf Nations League 2019/2020 |
| Guyana              | Topp 10 i kvalet till Concacaf Nations League 2019/2020 |
| Jamaica             | Topp 10 i kvalet till Concacaf Nations League 2019/2020 |
| Nicaragua           | Topp 10 i kvalet till Concacaf Nations League 2019/2020 |
| El Salvador         | Topp 10 i kvalet till Concacaf Nations League 2019/2020 |

## Spelplatser
I maj 2018 meddelade CONCACAF att turneringen kommer att spelas i Centralamerika och Karibien utöver USA.
| Land | Stad                       | Arena                               | Kapacitet |
| ---- | -------------------------- | ----------------------------------- | --------- |
| USA  | St Paul, Minnesota         | Allianz Field                       | 19,400    |
| USA  | Los Angeles, Kalifornien   | Banc of California Stadium          | 22,000    |
| USA  | Glendale, Arizona          | University of Phoenix Stadium       | 63,400    |
| USA  | Philadelphia, Pennsylvania | Lincoln Financial Field             | 69,176    |
| USA  | Charlotte, North Carolina  | Bank of America Stadium             | 75,525    |
| USA  | Frisco, Texas              | Toyota Stadium                      | 20,500    |
| USA  | Cleveland, Ohio            | FirstEnergy Stadium                 | 67,895    |
| USA  | Kansas City, Kansas        | Children's Mercy Park               | 18,467    |
| USA  | Denver, Colorado           | Sports Authority Field at Mile High | 76,125    |
| USA  | Nashville, Tennessee       | Nissan Stadium                      | 69,143    |
| USA  | Houston, Texas             | NRG Stadium                         | 71,795    |
| USA  | Houston, Texas             | BBVA Compass Stadium                | 22,039    |
| USA  | Pasadena, Kalifornien      | Rose Bowl                           | 90,888    |
| USA  | Chicago, Illinois          | Soldier Field                       | 61,500    |
| USA  | Harrison, New Jersey       | Red Bull Arena                      | 25,00     |

## Gruppspel

### Grupp A
| Nr | Lag        | S | V | O | F | GM | IM | MS  | P |
| -- | ---------- | - | - | - | - | -- | -- | --- | - |
| 1  | Mexiko     | 3 | 3 | 0 | 0 | 17 | 3  | +14 | 9 |
| 2  | Kanada     | 3 | 2 | 0 | 1 | 12 | 3  | +9  | 6 |
| 3  | Martinique | 3 | 1 | 0 | 2 | 5  | 7  | −2  | 3 |
| 4  | Kuba       | 3 | 0 | 0 | 3 | 0  | 17 | −17 | 0 |

| 1           | 15 juni 2019 | Kanada                                                       | 4 – 0           | Martinique | Rose Bowl                                                |                                                          |
| 16:30 UTC−7 | 16:30 UTC−7  | Jonathan David 33′, 53′ Junior Hoilett 63′ Scott Arfield 67′ | (1 – 0) Rapport |            | Pasadena Publik: 65 527 Domare: Said Martínez (Honduras) | Pasadena Publik: 65 527 Domare: Said Martínez (Honduras) |
| 16:30 UTC−7 | 16:30 UTC−7  |                                                              |                 |            | Pasadena Publik: 65 527 Domare: Said Martínez (Honduras) | Pasadena Publik: 65 527 Domare: Said Martínez (Honduras) |
| 16:30 UTC−7 | 16:30 UTC−7  |                                                              |                 |            | Pasadena Publik: 65 527 Domare: Said Martínez (Honduras) | Pasadena Publik: 65 527 Domare: Said Martínez (Honduras) |

| 2           | 15 juni 2019 | Mexiko                                                                                  | 7 – 0           | Kuba | Rose Bowl                                           |                                                     |
| 19:00 UTC−7 | 19:00 UTC−7  | Uriel Antuna 2′, 44′, 80′ Raúl Jiménez 31′, 64′ Diego Antonio Reyes 38′ Alexis Vega 74′ | (4 – 0) Rapport |      | Pasadena Publik: 65 527 Domare: John Pitti (Panama) | Pasadena Publik: 65 527 Domare: John Pitti (Panama) |
| 19:00 UTC−7 | 19:00 UTC−7  |                                                                                         |                 |      | Pasadena Publik: 65 527 Domare: John Pitti (Panama) | Pasadena Publik: 65 527 Domare: John Pitti (Panama) |
| 19:00 UTC−7 | 19:00 UTC−7  |                                                                                         |                 |      | Pasadena Publik: 65 527 Domare: John Pitti (Panama) | Pasadena Publik: 65 527 Domare: John Pitti (Panama) |

| 9           | 19 juni 2019 | Kuba | 0 – 3           | Martinique                                              | Broncos Stadium at Mile High                                |                                                             |
| 18:00 UTC−6 | 18:00 UTC−6  |      | (0 – 1) Rapport | 45′ Joris Marveaux 70′ Stéphane Abaul 84′ Kévin Fortuné | Denver Publik: 52 874 Domare: Abdulrahman Al-Jassim (Qatar) | Denver Publik: 52 874 Domare: Abdulrahman Al-Jassim (Qatar) |
| 18:00 UTC−6 | 18:00 UTC−6  |      |                 |                                                         | Denver Publik: 52 874 Domare: Abdulrahman Al-Jassim (Qatar) | Denver Publik: 52 874 Domare: Abdulrahman Al-Jassim (Qatar) |
| 18:00 UTC−6 | 18:00 UTC−6  |      |                 |                                                         | Denver Publik: 52 874 Domare: Abdulrahman Al-Jassim (Qatar) | Denver Publik: 52 874 Domare: Abdulrahman Al-Jassim (Qatar) |

| 10          | 19 juni 2019 | Mexiko                                        | 3 – 1           | Kanada              | Broncos Stadium at Mile High                              |                                                           |
| 20:30 UTC−6 | 20:30 UTC−6  | Roberto Alvarado 40′ Andrés Guardado 54′, 77′ | (1 – 0) Rapport | 75′ Lucas Cavallini | Denver Publik: 52 874 Domare: Henry Bejarano (Costa Rica) | Denver Publik: 52 874 Domare: Henry Bejarano (Costa Rica) |
| 20:30 UTC−6 | 20:30 UTC−6  |                                               |                 |                     | Denver Publik: 52 874 Domare: Henry Bejarano (Costa Rica) | Denver Publik: 52 874 Domare: Henry Bejarano (Costa Rica) |
| 20:30 UTC−6 | 20:30 UTC−6  |                                               |                 |                     | Denver Publik: 52 874 Domare: Henry Bejarano (Costa Rica) | Denver Publik: 52 874 Domare: Henry Bejarano (Costa Rica) |

| 17          | 23 juni 2019 | Kanada                                                                         | 7 – 0           | Kuba | Bank of America Stadium                                   |                                                           |
| 18:00 UTC−4 | 18:00 UTC−4  | Jonathan David 3′, 71′, 77′ Lucas Cavallini 21′, 43′, 45+1′ Junior Hoilett 50′ | (4 – 0) Rapport |      | Charlotte Publik: 59 283 Domare: Armando Villarreal (USA) | Charlotte Publik: 59 283 Domare: Armando Villarreal (USA) |
| 18:00 UTC−4 | 18:00 UTC−4  |                                                                                |                 |      | Charlotte Publik: 59 283 Domare: Armando Villarreal (USA) | Charlotte Publik: 59 283 Domare: Armando Villarreal (USA) |
| 18:00 UTC−4 | 18:00 UTC−4  |                                                                                |                 |      | Charlotte Publik: 59 283 Domare: Armando Villarreal (USA) | Charlotte Publik: 59 283 Domare: Armando Villarreal (USA) |

| 18          | 23 juni 2019 | Martinique                          | 2 – 3           | Mexiko                                                       | Bank of America Stadium                                    |                                                            |
| 20:30 UTC−4 | 20:30 UTC−4  | Kévin Parsemain 56′ Jordy Delem 84′ | (0 – 1) Rapport | 29′ Uriel Antuna 61′ Raúl Jiménez 72′ Fernando Navarro Morán | Charlotte Publik: 59 283 Domare: Iván Barton (El Salvador) | Charlotte Publik: 59 283 Domare: Iván Barton (El Salvador) |
| 20:30 UTC−4 | 20:30 UTC−4  |                                     |                 |                                                              | Charlotte Publik: 59 283 Domare: Iván Barton (El Salvador) | Charlotte Publik: 59 283 Domare: Iván Barton (El Salvador) |
| 20:30 UTC−4 | 20:30 UTC−4  |                                     |                 |                                                              | Charlotte Publik: 59 283 Domare: Iván Barton (El Salvador) | Charlotte Publik: 59 283 Domare: Iván Barton (El Salvador) |

### Grupp B
| Nr | Lag        | S | V | O | F | GM | IM | MS | P |
| -- | ---------- | - | - | - | - | -- | -- | -- | - |
| 1  | Haiti      | 3 | 3 | 0 | 0 | 6  | 2  | +4 | 9 |
| 2  | Costa Rica | 3 | 2 | 0 | 1 | 7  | 3  | +4 | 6 |
| 3  | Bermuda    | 3 | 1 | 0 | 2 | 4  | 4  | 0  | 3 |
| 4  | Nicaragua  | 3 | 0 | 0 | 3 | 0  | 8  | −8 | 0 |

| 3           | 16 juni 2019 | Haiti                     | 2 – 1           | Bermuda              | Estadio Nacional de Costa Rica                             |                                                            |
| 16:00 UTC−6 | 16:00 UTC−6  | Frantzdy Pierrot 54′, 66′ | (0 – 1) Rapport | 45+2′ Dante Leverock | San José Publik: 19 140 Domare: Daneon Parchment (Jamaica) | San José Publik: 19 140 Domare: Daneon Parchment (Jamaica) |
| 16:00 UTC−6 | 16:00 UTC−6  |                           |                 |                      | San José Publik: 19 140 Domare: Daneon Parchment (Jamaica) | San José Publik: 19 140 Domare: Daneon Parchment (Jamaica) |
| 16:00 UTC−6 | 16:00 UTC−6  |                           |                 |                      | San José Publik: 19 140 Domare: Daneon Parchment (Jamaica) | San José Publik: 19 140 Domare: Daneon Parchment (Jamaica) |

| 4           | 16 juni 2019 | Costa Rica                                                          | 4 – 0           | Nicaragua | Estadio Nacional de Costa Rica                       |                                                      |
| 18:30 UTC−6 | 18:30 UTC−6  | Bryan Oviedo 7′ Celso Borges 19′ Elías Aguilar 45+1′ Allan Cruz 75′ | (3 – 0) Rapport |           | San José Publik: 19 140 Domare: Marco Ortiz (Mexiko) | San José Publik: 19 140 Domare: Marco Ortiz (Mexiko) |
| 18:30 UTC−6 | 18:30 UTC−6  |                                                                     |                 |           | San José Publik: 19 140 Domare: Marco Ortiz (Mexiko) | San José Publik: 19 140 Domare: Marco Ortiz (Mexiko) |
| 18:30 UTC−6 | 18:30 UTC−6  |                                                                     |                 |           | San José Publik: 19 140 Domare: Marco Ortiz (Mexiko) | San José Publik: 19 140 Domare: Marco Ortiz (Mexiko) |

| 11          | 20 juni 2019 | Nicaragua | 0 – 2           | Haiti                                            | Toyota Stadium                                         |                                                        |
| 18:00 UTC−5 | 18:00 UTC−5  |           | (0 – 2) Rapport | 22′ Steeven Saba 33′ (sjm.) Manuel Rosas Arreola | Frisco Publik: 7 000 Domare: Mario Escobar (Guatemala) | Frisco Publik: 7 000 Domare: Mario Escobar (Guatemala) |
| 18:00 UTC−5 | 18:00 UTC−5  |           |                 |                                                  | Frisco Publik: 7 000 Domare: Mario Escobar (Guatemala) | Frisco Publik: 7 000 Domare: Mario Escobar (Guatemala) |
| 18:00 UTC−5 | 18:00 UTC−5  |           |                 |                                                  | Frisco Publik: 7 000 Domare: Mario Escobar (Guatemala) | Frisco Publik: 7 000 Domare: Mario Escobar (Guatemala) |

| 12          | 20 juni 2019 | Costa Rica                          | 2 – 1           | Bermuda                | Toyota Stadium                                     |                                                    |
| 20:30 UTC−5 | 20:30 UTC−5  | Mayron George 30′ Elías Aguilar 54′ | (1 – 0) Rapport | 59′ (str.) Nahki Wells | Frisco Publik: 7 000 Domare: Yadel Martinez (Kuba) | Frisco Publik: 7 000 Domare: Yadel Martinez (Kuba) |
| 20:30 UTC−5 | 20:30 UTC−5  |                                     |                 |                        | Frisco Publik: 7 000 Domare: Yadel Martinez (Kuba) | Frisco Publik: 7 000 Domare: Yadel Martinez (Kuba) |
| 20:30 UTC−5 | 20:30 UTC−5  |                                     |                 |                        | Frisco Publik: 7 000 Domare: Yadel Martinez (Kuba) | Frisco Publik: 7 000 Domare: Yadel Martinez (Kuba) |

| 19          | 24 juni 2019 | Bermuda                            | 2 – 0           | Nicaragua | Red Bull Arena                                           |                                                          |
| 18:30 UTC−4 | 18:30 UTC−4  | Lejuan Simmons 60′ Nahki Wells 71′ | (0 – 0) Rapport |           | Harrison Publik: 20 044 Domare: Adonai Escobedo (Mexiko) | Harrison Publik: 20 044 Domare: Adonai Escobedo (Mexiko) |
| 18:30 UTC−4 | 18:30 UTC−4  |                                    |                 |           | Harrison Publik: 20 044 Domare: Adonai Escobedo (Mexiko) | Harrison Publik: 20 044 Domare: Adonai Escobedo (Mexiko) |
| 18:30 UTC−4 | 18:30 UTC−4  |                                    |                 |           | Harrison Publik: 20 044 Domare: Adonai Escobedo (Mexiko) | Harrison Publik: 20 044 Domare: Adonai Escobedo (Mexiko) |

| 20          | 24 juni 2019 | Haiti                                     | 2 – 1           | Costa Rica         | Red Bull Arena                                      |                                                     |
| 21:00 UTC−4 | 21:00 UTC−4  | Duckens Nazon 57′ (str.) Djimy Alexis 81′ | (0 – 1) Rapport | 13′ Álvaro Saborío | Harrison Publik: 20 044 Domare: Ismail Elfath (USA) | Harrison Publik: 20 044 Domare: Ismail Elfath (USA) |
| 21:00 UTC−4 | 21:00 UTC−4  |                                           |                 |                    | Harrison Publik: 20 044 Domare: Ismail Elfath (USA) | Harrison Publik: 20 044 Domare: Ismail Elfath (USA) |
| 21:00 UTC−4 | 21:00 UTC−4  |                                           |                 |                    | Harrison Publik: 20 044 Domare: Ismail Elfath (USA) | Harrison Publik: 20 044 Domare: Ismail Elfath (USA) |

### Grupp C
| Nr | Lag         | S | V | O | F | GM | IM | MS | P |
| -- | ----------- | - | - | - | - | -- | -- | -- | - |
| 1  | Jamaica     | 3 | 1 | 2 | 0 | 4  | 3  | +1 | 5 |
| 2  | Curaçao     | 3 | 1 | 1 | 1 | 2  | 2  | 0  | 4 |
| 3  | El Salvador | 3 | 1 | 1 | 1 | 1  | 4  | −3 | 4 |
| 4  | Honduras    | 3 | 1 | 0 | 2 | 6  | 4  | +2 | 3 |

| 5           | 17 juni 2019 | Curaçao | 0 – 1           | El Salvador          | Independence Park                                                    |                                                                      |
| 18:00 UTC−5 | 18:00 UTC−5  |         | (0 – 1) Rapport | 45+2′ Nelson Bonilla | Kingston Publik: 17 874 Domare: Walter López Castellanos (Guatemala) | Kingston Publik: 17 874 Domare: Walter López Castellanos (Guatemala) |
| 18:00 UTC−5 | 18:00 UTC−5  |         |                 |                      | Kingston Publik: 17 874 Domare: Walter López Castellanos (Guatemala) | Kingston Publik: 17 874 Domare: Walter López Castellanos (Guatemala) |
| 18:00 UTC−5 | 18:00 UTC−5  |         |                 |                      | Kingston Publik: 17 874 Domare: Walter López Castellanos (Guatemala) | Kingston Publik: 17 874 Domare: Walter López Castellanos (Guatemala) |

| 6           | 17 juni 2019 | Jamaica                               | 3 – 2           | Honduras                                  | Independence Park                                  |                                                    |
| 20:30 UTC−5 | 20:30 UTC−5  | Dever Orgill 15′, 41′ Damion Lowe 56′ | (2 – 0) Rapport | 54′ Anthony Lozano 90+2′ Rubilio Castillo | Kingston Publik: 17 874 Domare: Jair Marrufo (USA) | Kingston Publik: 17 874 Domare: Jair Marrufo (USA) |
| 20:30 UTC−5 | 20:30 UTC−5  |                                       |                 |                                           | Kingston Publik: 17 874 Domare: Jair Marrufo (USA) | Kingston Publik: 17 874 Domare: Jair Marrufo (USA) |
| 20:30 UTC−5 | 20:30 UTC−5  |                                       |                 |                                           | Kingston Publik: 17 874 Domare: Jair Marrufo (USA) | Kingston Publik: 17 874 Domare: Jair Marrufo (USA) |

| 13          | 21 juni 2019 | El Salvador | 0 – 0   | Jamaica | BBVA Compass Stadium                               |                                                    |
| 18:00 UTC−5 | 18:00 UTC−5  |             | Rapport |         | Houston Publik: 22 395 Domare: John Pitti (Panama) | Houston Publik: 22 395 Domare: John Pitti (Panama) |
| 18:00 UTC−5 | 18:00 UTC−5  |             |         |         | Houston Publik: 22 395 Domare: John Pitti (Panama) | Houston Publik: 22 395 Domare: John Pitti (Panama) |
| 18:00 UTC−5 | 18:00 UTC−5  |             |         |         | Houston Publik: 22 395 Domare: John Pitti (Panama) | Houston Publik: 22 395 Domare: John Pitti (Panama) |

| 14          | 21 juni 2019 | Honduras | 0 – 1           | Curaçao            | BBVA Compass Stadium                                              |                                                                   |
| 20:30 UTC−5 | 20:30 UTC−5  |          | (0 – 1) Rapport | 40′ Leandro Bacuna | Houston Publik: 22 395 Domare: Juan Gabriel Calderón (Costa Rica) | Houston Publik: 22 395 Domare: Juan Gabriel Calderón (Costa Rica) |
| 20:30 UTC−5 | 20:30 UTC−5  |          |                 |                    | Houston Publik: 22 395 Domare: Juan Gabriel Calderón (Costa Rica) | Houston Publik: 22 395 Domare: Juan Gabriel Calderón (Costa Rica) |
| 20:30 UTC−5 | 20:30 UTC−5  |          |                 |                    | Houston Publik: 22 395 Domare: Juan Gabriel Calderón (Costa Rica) | Houston Publik: 22 395 Domare: Juan Gabriel Calderón (Costa Rica) |

| 21          | 25 juni 2019 | Jamaica              | 1 – 1           | Curaçao            | Banc of California Stadium                              |                                                         |
| 17:00 UTC−7 | 17:00 UTC−7  | Shamar Nicholson 14′ | (1 – 0) Rapport | 90+3′ Juriën Gaari | Los Angeles Publik: 22 503 Domare: Marco Ortíz (Mexiko) | Los Angeles Publik: 22 503 Domare: Marco Ortíz (Mexiko) |
| 17:00 UTC−7 | 17:00 UTC−7  |                      |                 |                    | Los Angeles Publik: 22 503 Domare: Marco Ortíz (Mexiko) | Los Angeles Publik: 22 503 Domare: Marco Ortíz (Mexiko) |
| 17:00 UTC−7 | 17:00 UTC−7  |                      |                 |                    | Los Angeles Publik: 22 503 Domare: Marco Ortíz (Mexiko) | Los Angeles Publik: 22 503 Domare: Marco Ortíz (Mexiko) |

| 22          | 25 juni 2019 | Honduras                                                                     | 4 – 0           | El Salvador | Banc of California Stadium                                    |                                                               |
| 19:30 UTC−7 | 19:30 UTC−7  | Jorge Álvarez 59′ Rubilio Castillo 65′ Bryan Acosta 75′ Emilio Izaguirre 90′ | (0 – 0) Rapport |             | Los Angeles Publik: 22 503 Domare: Fernando Guerrero (Mexiko) | Los Angeles Publik: 22 503 Domare: Fernando Guerrero (Mexiko) |
| 19:30 UTC−7 | 19:30 UTC−7  |                                                                              |                 |             | Los Angeles Publik: 22 503 Domare: Fernando Guerrero (Mexiko) | Los Angeles Publik: 22 503 Domare: Fernando Guerrero (Mexiko) |
| 19:30 UTC−7 | 19:30 UTC−7  |                                                                              |                 |             | Los Angeles Publik: 22 503 Domare: Fernando Guerrero (Mexiko) | Los Angeles Publik: 22 503 Domare: Fernando Guerrero (Mexiko) |

### Grupp D
| Nr | Lag                 | S | V | O | F | GM | IM | MS  | P |
| -- | ------------------- | - | - | - | - | -- | -- | --- | - |
| 1  | USA                 | 3 | 3 | 0 | 0 | 11 | 0  | +11 | 9 |
| 2  | Panama              | 3 | 2 | 0 | 1 | 6  | 3  | +3  | 6 |
| 3  | Guyana              | 3 | 0 | 1 | 2 | 3  | 9  | −6  | 1 |
| 4  | Trinidad och Tobago | 3 | 0 | 1 | 2 | 1  | 9  | −8  | 1 |

| 7           | 18 juni 2018 | Panama                                     | 2 – 0           | Trinidad och Tobago | Allianz Field                                              |                                                            |
| 18:30 UTC−5 | 18:30 UTC−5  | Armando Cooper 53′ Édgar Yoel Bárcenas 68′ | (0 – 0) Rapport |                     | Saint Paul Publik: 19 418 Domare: Adonai Escobedo (Mexiko) | Saint Paul Publik: 19 418 Domare: Adonai Escobedo (Mexiko) |
| 18:30 UTC−5 | 18:30 UTC−5  |                                            |                 |                     | Saint Paul Publik: 19 418 Domare: Adonai Escobedo (Mexiko) | Saint Paul Publik: 19 418 Domare: Adonai Escobedo (Mexiko) |
| 18:30 UTC−5 | 18:30 UTC−5  |                                            |                 |                     | Saint Paul Publik: 19 418 Domare: Adonai Escobedo (Mexiko) | Saint Paul Publik: 19 418 Domare: Adonai Escobedo (Mexiko) |

| 8           | 18 juni 2018 | USA                                                   | 4 – 0           | Guyana | Allianz Field                                               |                                                             |
| 21:00 UTC−5 | 21:00 UTC−5  | Paul Arriola 28′ Tyler Boyd 51′, 81′ Gyasi Zardes 55′ | (1 – 0) Rapport |        | Saint Paul Publik: 19 418 Domare: Iván Barton (El Salvador) | Saint Paul Publik: 19 418 Domare: Iván Barton (El Salvador) |
| 21:00 UTC−5 | 21:00 UTC−5  |                                                       |                 |        | Saint Paul Publik: 19 418 Domare: Iván Barton (El Salvador) | Saint Paul Publik: 19 418 Domare: Iván Barton (El Salvador) |
| 21:00 UTC−5 | 21:00 UTC−5  |                                                       |                 |        | Saint Paul Publik: 19 418 Domare: Iván Barton (El Salvador) | Saint Paul Publik: 19 418 Domare: Iván Barton (El Salvador) |

| 15          | 22 juni 2018 | Guyana                              | 2 – 4           | Panama                                                                                   | FirstEnergy Stadium                                         |                                                             |
| 17:30 UTC−4 | 17:30 UTC−4  | Neil Danns 33′ (str.), 90+3′ (str.) | (1 – 2) Rapport | 16′ Abdiel Arroyo 40′ (sjm.) Terence Vancooten 51′ (str.) Erick Davis 86′ Gabriel Torres | Cleveland Publik: 23 921 Domare: Daneon Parchment (Jamaica) | Cleveland Publik: 23 921 Domare: Daneon Parchment (Jamaica) |
| 17:30 UTC−4 | 17:30 UTC−4  |                                     |                 |                                                                                          | Cleveland Publik: 23 921 Domare: Daneon Parchment (Jamaica) | Cleveland Publik: 23 921 Domare: Daneon Parchment (Jamaica) |
| 17:30 UTC−4 | 17:30 UTC−4  |                                     |                 |                                                                                          | Cleveland Publik: 23 921 Domare: Daneon Parchment (Jamaica) | Cleveland Publik: 23 921 Domare: Daneon Parchment (Jamaica) |

| 16          | 22 juni 2018 | USA                                                                              | 6 – 0           | Trinidad och Tobago | FirstEnergy Stadium                                       |                                                           |
| 20:00 UTC−4 | 20:00 UTC−4  | Aaron Long 41′, 90′ Gyasi Zardes 66′, 69′ Christian Pulisic 73′ Paul Arriola 78′ | (1 – 0) Rapport |                     | Cleveland Publik: 23 921 Domare: Said Martínez (Honduras) | Cleveland Publik: 23 921 Domare: Said Martínez (Honduras) |
| 20:00 UTC−4 | 20:00 UTC−4  |                                                                                  |                 |                     | Cleveland Publik: 23 921 Domare: Said Martínez (Honduras) | Cleveland Publik: 23 921 Domare: Said Martínez (Honduras) |
| 20:00 UTC−4 | 20:00 UTC−4  |                                                                                  |                 |                     | Cleveland Publik: 23 921 Domare: Said Martínez (Honduras) | Cleveland Publik: 23 921 Domare: Said Martínez (Honduras) |

| 23          | 26 juni 2018 | Trinidad och Tobago | 1 – 1           | Guyana         | Children's Mercy Park                                                 |                                                                       |
| 17:30 UTC−5 | 17:30 UTC−5  | Kevin Molino 80′    | (0 – 0) Rapport | 54′ Neil Danns | Kansas City Publik: 17 037 Domare: Juan Gabriel Calderón (Costa Rica) | Kansas City Publik: 17 037 Domare: Juan Gabriel Calderón (Costa Rica) |
| 17:30 UTC−5 | 17:30 UTC−5  |                     |                 |                | Kansas City Publik: 17 037 Domare: Juan Gabriel Calderón (Costa Rica) | Kansas City Publik: 17 037 Domare: Juan Gabriel Calderón (Costa Rica) |
| 17:30 UTC−5 | 17:30 UTC−5  |                     |                 |                | Kansas City Publik: 17 037 Domare: Juan Gabriel Calderón (Costa Rica) | Kansas City Publik: 17 037 Domare: Juan Gabriel Calderón (Costa Rica) |

| 24          | 26 juni 2018 | Panama | 0 – 1           | USA               | Children's Mercy Park                                            |                                                                  |
| 20:00 UTC−5 | 20:00 UTC−5  |        | (0 – 0) Rapport | 66′ Jozy Altidore | Kansas City Publik: 17 037 Domare: Abdulrahman Al-Jassim (Qatar) | Kansas City Publik: 17 037 Domare: Abdulrahman Al-Jassim (Qatar) |
| 20:00 UTC−5 | 20:00 UTC−5  |        |                 |                   | Kansas City Publik: 17 037 Domare: Abdulrahman Al-Jassim (Qatar) | Kansas City Publik: 17 037 Domare: Abdulrahman Al-Jassim (Qatar) |
| 20:00 UTC−5 | 20:00 UTC−5  |        |                 |                   | Kansas City Publik: 17 037 Domare: Abdulrahman Al-Jassim (Qatar) | Kansas City Publik: 17 037 Domare: Abdulrahman Al-Jassim (Qatar) |

## Slutspel

### Slutspelsträd
|  | Kvartsfinaler | Kvartsfinaler |         |       | Semifinaler | Semifinaler |  |  | Final | Final |
|  |               |               |         |       |             |             |  |  |       |       |
|  |               |               |         |       |             |             |  |  |       |       |
|  |               |               |         |       |             |             |  |  |       |       |
|  | Haiti         | 3             |         |       |             |             |  |  |       |       |
|  | Haiti         | 3             |         |       |             |             |  |  |       |       |
|  | Kanada        | 2             |         |       |             |             |  |  |       |       |
|  | Kanada        | 2             | Haiti   | 0     |             |             |  |  |       |       |
|  |               |               | Haiti   | 0     |             |             |  |  |       |       |
|  |               | Mexiko (e.f.) | 1       |       |             |             |  |  |       |       |
|  | Mexiko (str.) | Mexiko (e.f.) | 1       | 1 (5) |             |             |  |  |       |       |
|  | Mexiko (str.) |               |         | 1 (5) |             |             |  |  |       |       |
|  | Costa Rica    | 1 (4)         |         |       |             |             |  |  |       |       |
|  | Costa Rica    | 1 (4)         | Mexiko  | 1     |             |             |  |  |       |       |
|  |               |               | Mexiko  | 1     |             |             |  |  |       |       |
|  |               | USA           | 0       |       |             |             |  |  |       |       |
|  | Jamaica       | USA           | 0       | 1     |             |             |  |  |       |       |
|  | Jamaica       |               |         | 1     |             |             |  |  |       |       |
|  | Panama        | 0             |         |       |             |             |  |  |       |       |
|  | Panama        | 0             | Jamaica | 1     |             |             |  |  |       |       |
|  |               |               | Jamaica | 1     |             |             |  |  |       |       |
|  |               | USA           | 3       |       |             |             |  |  |       |       |
|  | USA           | USA           | 3       | 1     |             |             |  |  |       |       |
|  | USA           |               |         | 1     |             |             |  |  |       |       |
|  | Curaçao       | 0             |         |       |             |             |  |  |       |       |
|  | Curaçao       | 0             |         |       |             |             |  |  |       |       |

### Kvartsfinaler
| 25          | 29 juni 2019 | Haiti                                                               | 3 – 2           | Kanada | NRG Stadium                                       |                                                   |
| 18:00 UTC−5 | 18:00 UTC−5  | Duckens Nazon 50′ Hervé Bazile 70′ (str.) Wilde-Donald Guerrier 76′ | (0 – 2) Rapport |        | Houston Publik: 70 788 Domare: Jair Marrufo (USA) | Houston Publik: 70 788 Domare: Jair Marrufo (USA) |
| 18:00 UTC−5 | 18:00 UTC−5  |                                                                     |                 |        | Houston Publik: 70 788 Domare: Jair Marrufo (USA) | Houston Publik: 70 788 Domare: Jair Marrufo (USA) |
| 18:00 UTC−5 | 18:00 UTC−5  |                                                                     |                 |        | Houston Publik: 70 788 Domare: Jair Marrufo (USA) | Houston Publik: 70 788 Domare: Jair Marrufo (USA) |

| 26          | 29 juni 2019 | Mexiko                                                                                | 0000 1 – 1 (e.fl.)         | Costa Rica                                                                          | NRG Stadium                                        |                                                    |
| 21:00 UTC−5 | 21:00 UTC−5  | Raúl Jiménez 44′                                                                      | (1 – 0) Rapport            | 52′ (str.) Bryan Ruiz                                                               | Houston Publik: 70 788 Domare: John Pitti (Panama) | Houston Publik: 70 788 Domare: John Pitti (Panama) |
| 21:00 UTC−5 | 21:00 UTC−5  |                                                                                       |                            |                                                                                     | Houston Publik: 70 788 Domare: John Pitti (Panama) | Houston Publik: 70 788 Domare: John Pitti (Panama) |
| 21:00 UTC−5 | 21:00 UTC−5  | Raúl Jiménez Luis Montes Roberto Alvarado Jesús Gallardo Héctor Moreno Carlos Salcedo | Straffsparksläggning 5 – 4 | Celso Borges Elías Aguilar Randall Leal Óscar Duarte Francisco Calvo Keysher Fuller | Houston Publik: 70 788 Domare: John Pitti (Panama) | Houston Publik: 70 788 Domare: John Pitti (Panama) |

| 27          | 30 juni 2019 | Jamaica             | 1 – 0           | Panama | Lincoln Financial Field                                       |                                                               |
| 17:30 UTC−4 | 17:30 UTC−4  | Darren Mattocks 75′ | (0 – 0) Rapport |        | Philadelphia Publik: 26 233 Domare: Mario Escobar (Guatemala) | Philadelphia Publik: 26 233 Domare: Mario Escobar (Guatemala) |
| 17:30 UTC−4 | 17:30 UTC−4  |                     |                 |        | Philadelphia Publik: 26 233 Domare: Mario Escobar (Guatemala) | Philadelphia Publik: 26 233 Domare: Mario Escobar (Guatemala) |
| 17:30 UTC−4 | 17:30 UTC−4  |                     |                 |        | Philadelphia Publik: 26 233 Domare: Mario Escobar (Guatemala) | Philadelphia Publik: 26 233 Domare: Mario Escobar (Guatemala) |

| 28          | 30 juni 2019 | USA                 | 1 – 0           | Curaçao | Lincoln Financial Field                                      |                                                              |
| 20:30 UTC−4 | 20:30 UTC−4  | Weston McKennie 25′ | (1 – 0) Rapport |         | Philadelphia Publik: 26 233 Domare: Adonai Escobedo (Mexiko) | Philadelphia Publik: 26 233 Domare: Adonai Escobedo (Mexiko) |
| 20:30 UTC−4 | 20:30 UTC−4  |                     |                 |         | Philadelphia Publik: 26 233 Domare: Adonai Escobedo (Mexiko) | Philadelphia Publik: 26 233 Domare: Adonai Escobedo (Mexiko) |
| 20:30 UTC−4 | 20:30 UTC−4  |                     |                 |         | Philadelphia Publik: 26 233 Domare: Adonai Escobedo (Mexiko) | Philadelphia Publik: 26 233 Domare: Adonai Escobedo (Mexiko) |

### Semifinaler
| 29          | 2 juli 2019 | Haiti | 0000 0 – 1 (e.fl.) | Mexiko                  | State Farm Stadium                                            |                                                               |
| 19:30 UTC−7 | 19:30 UTC−7 |       | (0 – 0) Rapport    | 93′ (str.) Raúl Jiménez | Glendale Publik: 64 128 Domare: Abdulrahman Al-Jassim (Qatar) | Glendale Publik: 64 128 Domare: Abdulrahman Al-Jassim (Qatar) |
| 19:30 UTC−7 | 19:30 UTC−7 |       |                    |                         | Glendale Publik: 64 128 Domare: Abdulrahman Al-Jassim (Qatar) | Glendale Publik: 64 128 Domare: Abdulrahman Al-Jassim (Qatar) |
| 19:30 UTC−7 | 19:30 UTC−7 |       |                    |                         | Glendale Publik: 64 128 Domare: Abdulrahman Al-Jassim (Qatar) | Glendale Publik: 64 128 Domare: Abdulrahman Al-Jassim (Qatar) |

| 30          | 3 juli 2019 | Jamaica              | 1 – 3           | USA                                           | Nissan Stadium                                             |                                                            |
| 20:30 UTC−5 | 20:30 UTC−5 | Shamar Nicholson 69′ | (0 – 1) Rapport | 9′ Weston McKennie 52′, 87′ Christian Pulisic | Nashville Publik: 28 473 Domare: Iván Barton (El Salvador) | Nashville Publik: 28 473 Domare: Iván Barton (El Salvador) |
| 20:30 UTC−5 | 20:30 UTC−5 |                      |                 |                                               | Nashville Publik: 28 473 Domare: Iván Barton (El Salvador) | Nashville Publik: 28 473 Domare: Iván Barton (El Salvador) |
| 20:30 UTC−5 | 20:30 UTC−5 |                      |                 |                                               | Nashville Publik: 28 473 Domare: Iván Barton (El Salvador) | Nashville Publik: 28 473 Domare: Iván Barton (El Salvador) |

### Final
| 31          | 7 juli 2019 | Mexiko                  | 1 – 0           | USA | Soldier Field                                            |                                                          |
| 20:15 UTC−5 | 20:15 UTC−5 | Jonathan dos Santos 73′ | (0 – 0) Rapport |     | Chicago Publik: 62 493 Domare: Mario Escobar (Guatemala) | Chicago Publik: 62 493 Domare: Mario Escobar (Guatemala) |
| 20:15 UTC−5 | 20:15 UTC−5 |                         |                 |     | Chicago Publik: 62 493 Domare: Mario Escobar (Guatemala) | Chicago Publik: 62 493 Domare: Mario Escobar (Guatemala) |
| 20:15 UTC−5 | 20:15 UTC−5 |                         |                 |     | Chicago Publik: 62 493 Domare: Mario Escobar (Guatemala) | Chicago Publik: 62 493 Domare: Mario Escobar (Guatemala) |

## Sammanställning
Matcher avgjorda under förlängning räknas som vinst respektive förlust, matcher avgjorda efter straffsparksläggning räknas som oavgjort.
| Nr | Lag                 | S | V | O | F | GM | IM | MS  | P  |
| -- | ------------------- | - | - | - | - | -- | -- | --- | -- |
| 1  | Mexiko              | 6 | 5 | 1 | 0 | 20 | 4  | +16 | 16 |
| 2  | USA                 | 6 | 5 | 0 | 1 | 15 | 2  | +13 | 15 |
| 3  | Haiti               | 5 | 4 | 0 | 1 | 9  | 5  | +4  | 12 |
| 4  | Jamaica             | 5 | 2 | 2 | 1 | 6  | 6  | 0   | 8  |
| 5  | Costa Rica          | 4 | 2 | 1 | 1 | 8  | 4  | +4  | 7  |
| 6  | Kanada              | 4 | 2 | 0 | 2 | 14 | 7  | +7  | 6  |
| 7  | Panama              | 4 | 2 | 0 | 2 | 6  | 4  | +2  | 6  |
| 8  | Curaçao             | 4 | 1 | 1 | 2 | 2  | 3  | −1  | 4  |
| 9  | El Salvador         | 3 | 1 | 1 | 1 | 1  | 4  | −3  | 4  |
| 10 | Honduras            | 3 | 1 | 0 | 2 | 6  | 4  | +2  | 3  |
| 11 | Bermuda             | 3 | 1 | 0 | 2 | 4  | 4  | 0   | 3  |
| 12 | Martinique          | 3 | 1 | 0 | 2 | 5  | 7  | −2  | 3  |
| 13 | Guyana              | 3 | 0 | 1 | 2 | 3  | 9  | −6  | 1  |
| 14 | Trinidad och Tobago | 3 | 0 | 1 | 2 | 1  | 9  | −8  | 1  |
| 15 | Nicaragua           | 3 | 0 | 0 | 3 | 0  | 8  | −8  | 0  |
| 16 | Kuba                | 3 | 0 | 0 | 3 | 0  | 17 | −17 | 0  |